# Masters de Cincinnati 1985
El Abierto de Cincinnati 1985 fue un torneo de tenis jugado sobre pista dura. Fue la edición número 84 de este torneo. El torneo masculino formó parte del circuito ATP. Se celebró entre el 19 de agosto y el 25 de agosto de 1985.

## Campeones

### Individuales masculinos
Boris Becker vence a  Mats Wilander, 6–4, 6–2.

### Dobles masculinos
Stefan Edberg /  Anders Järryd vencen a  Joakim Nyström /  Mats Wilander, 4–6, 6–2, 6–3.
| Predecesor: Cincinnati 1984 | Masters de Cincinnati 1985 | Sucesor: Cincinnati 1986 |